# محمود جلال الدين
محمود جلال الدين (المتوفى 1245 هـ / 1829 م) هو خطاط عثماني من أصول داغستانية أواري القومية. ولد في داغستان عام 1750 ثم رحل مع أبيه إلى الدولة العثمانية واستقر فيها.
تعلم الخط في إستامبول وكان من كبار الخطاطين في عصره. كتب مصحفا واحدا.

## آثاره

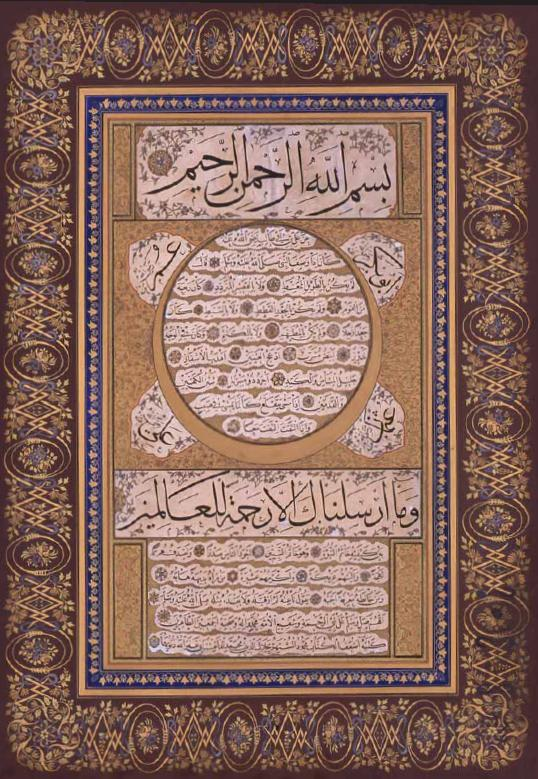
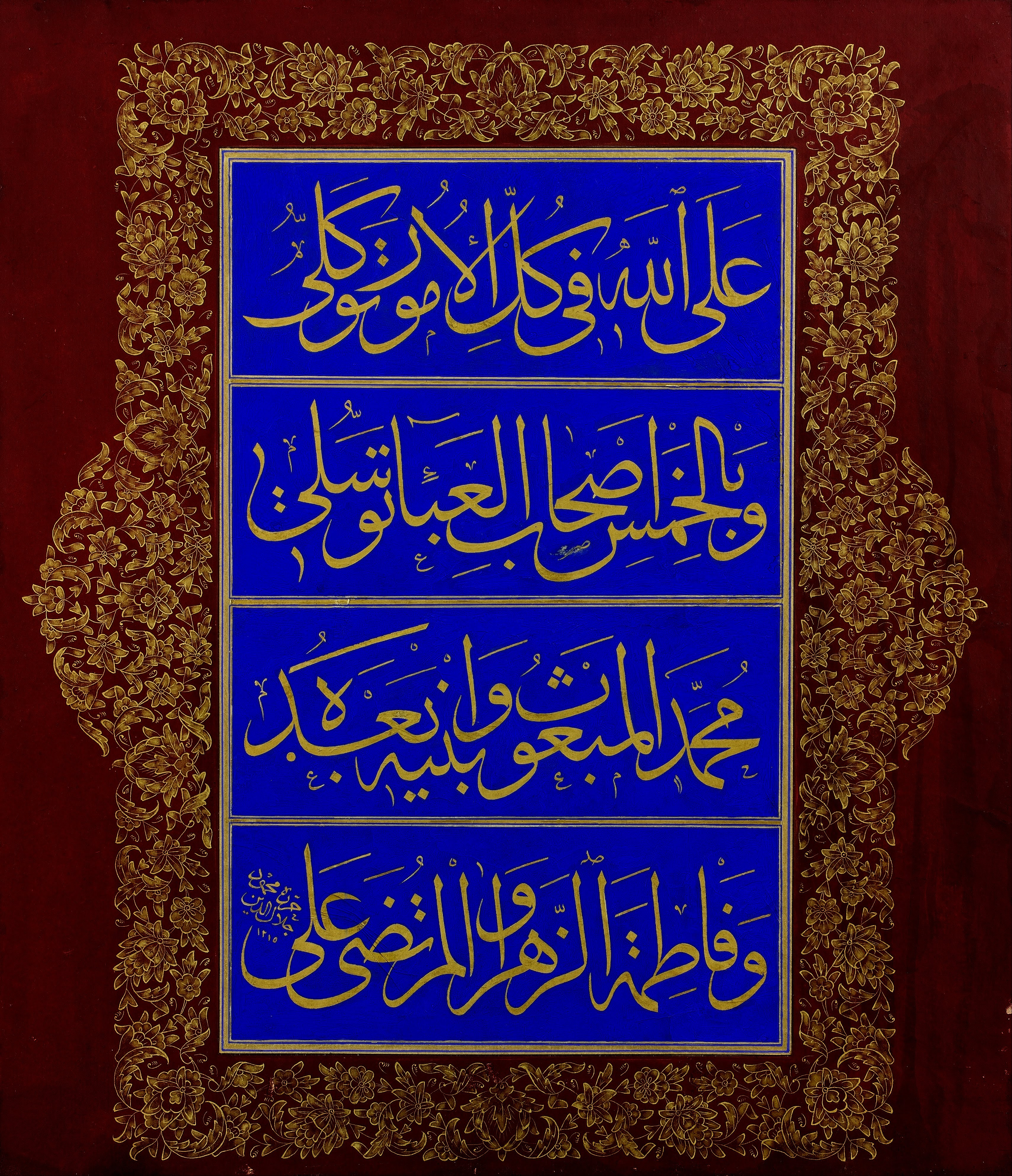
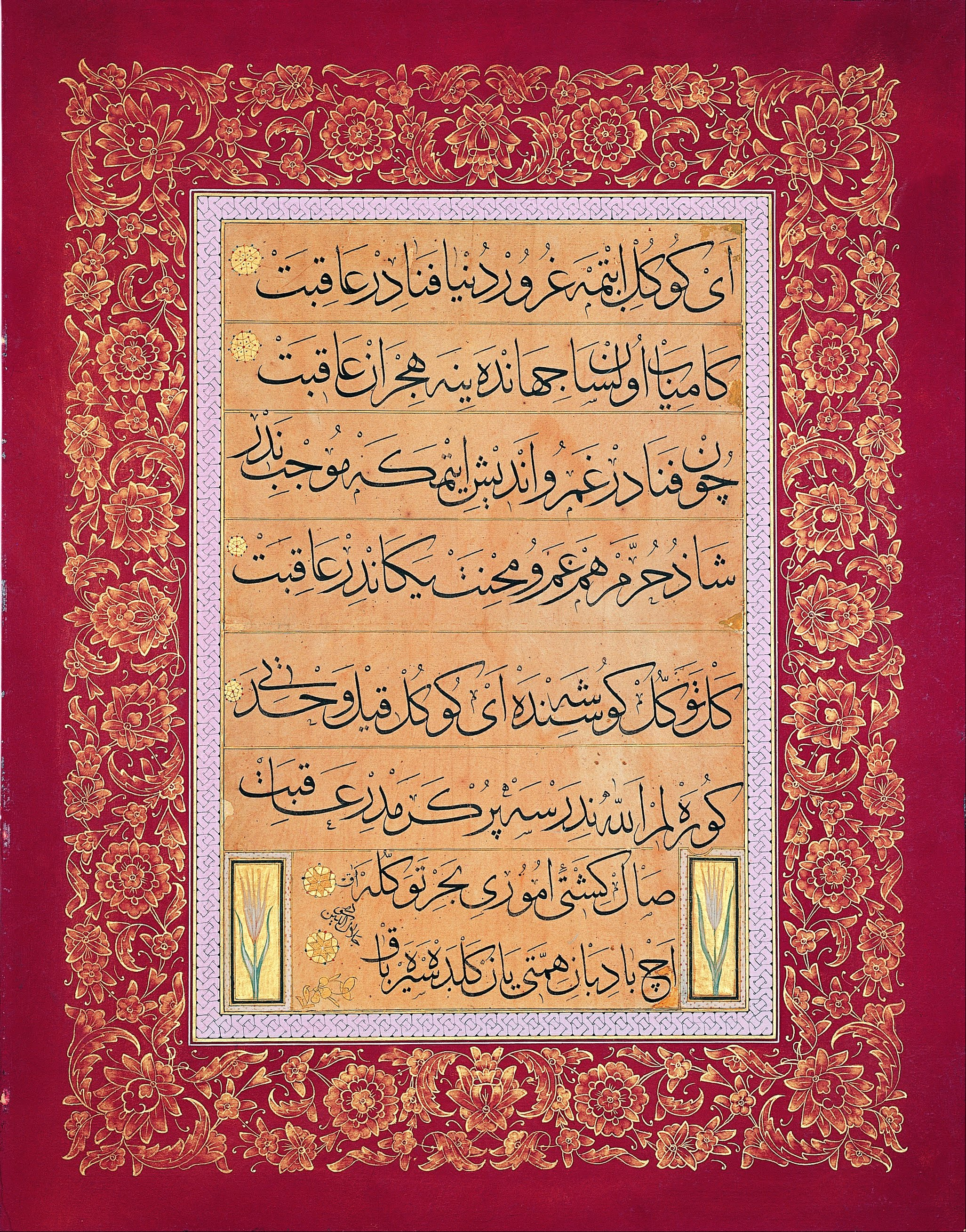

نماذج من آثار محمود جلال الدين: